# 시코탄섬

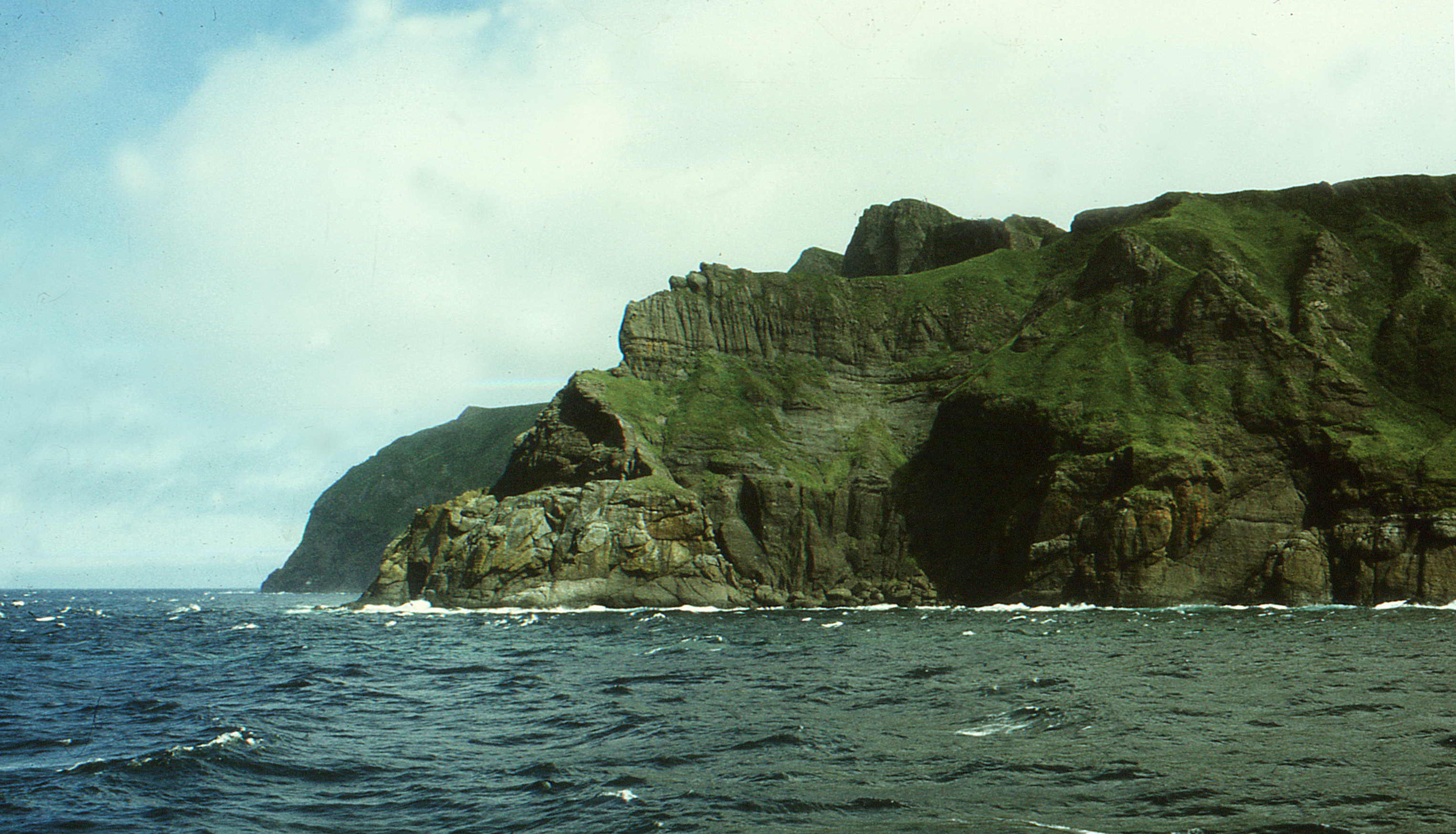
시코탄섬, 1990년

시코탄섬(러시아어: Шикотан, 일본어: 色丹島 시코탄토[*], 문화어: 쉬꼬딴섬)은 쿠릴 열도의 남동쪽 끝에 있는 섬이다. 아이누어로는 최고의 장소라는 의미이다. 현재 러시아가 실효 지배하고 있으나, 일본이 영유권을 주장하고 있다. 2016년 기준 인구는 2,917명이다.
여름에는 짙은 안개와 한랭한 냉대 습윤 기후 때문에 작물 재배가 어려운 편으로, 어업이 주민 생계의 주가 된다. 크게 2개의 마을이 있는데 섬의 중심지로서 시코탄(斜古丹)으로 불리던 말로쿠릴스코예와 아나마(穴澗)로 불리던 크라보자보츠코예이다.

## 같이 보기
- 쿠릴 열도 분쟁
- 사할린 한민족
- 남쿠릴 열도
- 네무로반도
- 노삿푸곶
- 하보마이촌
- 쿠나시르섬
- 이투루프섬
- 하보마이 군도
- 카부섬